# Mimochariesthes flaveola
Mimochariesthes flaveola – gatunek chrząszcza z rodziny kózkowatych i podrodziny zgrzypikowych. Jedyny przedstawiciel rodzaju Mimochariesthes.

## Zasięg występowania
Gatunek ten występuje w Republice Środkowoafrykańskiej.